# Маштінський потік
Маштінський потік (словац. Maštinský potok) — річка в Словаччині; ліва притока Сухої довжиною 10 км. Протікає в округах Лученець і Полтар.
Витікає в масиві Південнословацька улоговина на висоті 260 метрів. Протікає територією сіл Грнч'ярска Вес і Ождяни.
Впадає в Суху на висоті 198 метрів.